# 鮑德溫 (緬因州)
鮑德溫（英語：Baldwin）是一個位於美國緬因州坎伯蘭縣的市鎮。

## 人口
根據2020年美國人口普查的數據，鮑德溫的面積為94.15平方千米，當中陸地面積為91.48平方千米，而水域面積為2.67平方千米。當地共有人口1520人，而人口密度為每平方千米16人。